# Swartzia tomentifera
Swartzia tomentifera är en ärtväxtart som först beskrevs av Adolpho Ducke, och fick sitt nu gällande namn av Adolpho Ducke. Swartzia tomentifera ingår i släktet Swartzia och familjen ärtväxter. IUCN kategoriserar arten globalt som livskraftig. Inga underarter finns listade i Catalogue of Life.